# مارك جاكسون (لاعب كرة قدم)
مارك جاكسون (بالإنجليزية: Mark Jackson)‏ (30 سبتمبر 1977 بليدز في المملكة المتحدة - ) هو لاعب كرة قدم بريطاني في مركز الدفاع. شارك مع منتخب إنجلترا تحت 20 سنة لكرة القدم. أما مع النوادي، فقد لعب مع سكونثورب يونايتد وليدز يونايتد ونادي بارنسلي ونادي روتشديل وهدرسفيلد تاون وFarsley Celtic F.C. ‏ ونادي كيدرمينستر هاريرز لكرة القدم وFarsley Celtic F.C. ‏.

## وصلات خارجية
- مارك جاكسون على موقع قاعدة بيانات كرة القدم.إي يو (الإنجليزية)
- مارك جاكسون على موقع Soccerbase.com (لاعب) (الإنجليزية)
- مارك جاكسون على موقع عالم كرة القدم.نت (الإنجليزية)